# Georges Wega
Pour les articles homonymes, voir Wega (homonymie).
Georges Wega est un ingénieur et banquier camerounais. Il prend les commandes de la SGBS en fin août 2016.

## Naissance et débuts
Georges Wega est ingénieur industriel de formation, diplômé de l’Université du Québec à Montréal, au Canada.

## Banquier
Georges Wega est le premier patron africain de la Société générale au Sénégal. Une première pour la Société générale qui a décidé de promouvoir un Africain à la tête de sa filiale sénégalaise. En juillet 2018, il supervise les activités des huit filiales de l'Afrique de l'Ouest.
Georges Wega a travaillé pour la branche financière de Général Electric à Bruxelles et Amsterdam; et pour la Barclays Bank à Londres. 
Il a été Directeur général de la filiale camerounaise de UBA pendant quatre ans. Il part en 2014 par la Société générale où il est, le 1er juillet de la même année, nommé Directeur général adjoint. 

## Titres honorifiques
- Directeur General SGBS
- Directeur General UBA Cameroun